# العلاقات البلغارية النيوزيلندية
العلاقات البلغارية النيوزيلندية هي العلاقات الثنائية التي تجمع بين بلغاريا ونيوزيلندا.

## مقارنة بين البلدين
هذه مقارنة عامة ومرجعية للدولتين:
| وجه المقارنة                                              | بلغاريا                                                                             | نيوزيلندا                                              |
| --------------------------------------------------------- | ----------------------------------------------------------------------------------- | ------------------------------------------------------ |
| المساحة (كم2)                                             | 110.99 ألف                                                                          | 268.02 ألف                                             |
| عدد السكان (نسمة)                                         | 7.08 مليون                                                                          | 4.24 مليون                                             |
| الكثافة السكانية (ن./كم²)                                 | 63.79                                                                               | 15.82                                                  |
| العاصمة                                                   | صوفيا                                                                               | ويلينغتون، أوكلاند                                     |
| اللغة الرسمية                                             | اللغة البلغارية                                                                     | لغة إنجليزية، اللغة الماورية، لغة الإشارة النيوزيلندية |
| العملة                                                    | ليف بلغاري                                                                          | دولار نيوزيلندي، الجنيه النيوزيلندي                    |
| الناتج المحلي الإجمالي (بليون دولار)                      | 56.83 مليار                                                                         | 205.85 مليار                                           |
| الناتج المحلي الإجمالي (تعادل القوة الشرائية) بليون دولار | 130.99 مليار                                                                        |                                                        |
| الناتج المحلي الإجمالي الاسمي للفرد دولار أمريكي          | 8.03 ألف                                                                            |                                                        |
| الناتج المحلي الإجمالي للفرد دولار أمريكي                 | 17.21 ألف                                                                           |                                                        |
| مؤشر التنمية البشرية                                      | 0.782                                                                               | 0.914                                                  |
| رمز المكالمات الدولي                                      | +359                                                                                | +64                                                    |
| رمز الإنترنت                                              | .bg، .бг ‏                                                                           | .nz                                                    |
| المنطقة الزمنية                                           | ت ع م+02:00، ت ع م+03:00، أوروبا/صوفيا ‏، توقيت شرق أوروبا، توقيت شرق أوروبا الصيفي ‏ | ت ع م+13:00، ت ع م+12:00                               |

## منظمات دولية مشتركة
يشترك البلدان في عضوية مجموعة من المنظمات الدولية، منها:
| علم المنظمة | اسم المنظمة                               | تاريخ انضمام بلغاريا | تاريخ انضمام نيوزيلندا |
| ----------- | ----------------------------------------- | -------------------- | ---------------------- |
|             | نظام تحكم تكنولوجيا القذائف               | 2004                 | 1991                   |
|             | وكالة ضمان الاستثمار متعدد الأطراف        | 23 سبتمبر 1992       | 22 أبريل 2008          |
|             | يونسكو                                    | 17 مايو 1956         | 4 نوفمبر 1946          |
|             | الأمم المتحدة                             | 14 ديسمبر 1955       | 24 أكتوبر 1945         |
|             | الفريق المعني برصد الأرض                  | ?                    | ?                      |
|             | الاتحاد البريدي العالمي                   | ?                    | ?                      |
|             | البنك الدولي للإنشاء والتعمير             | 25 سبتمبر 1990       | 31 أغسطس 1961          |
|             | الاتحاد الدولي للاتصالات                  | 18 سبتمبر 1880       | 3 يونيو 1878           |
|             | منظمة حظر الأسلحة الكيميائية              | ?                    | ?                      |
|             | مؤسسة التمويل الدولية                     | 22 يوليو 1991        | 31 أغسطس 1961          |
|             | مجموعة أستراليا                           | 2001                 | 1985                   |
|             | المركز الدولي لتسوية المنازعات الاستشارية | 13 مايو 2001         | 2 مايو 1980            |
|             | منظمة التجارة العالمية                    | 1 ديسمبر 1996        | ?                      |
|             | مجموعة الموردين النوويين                  | ?                    | ?                      |
|             | منظمة الشرطة الجنائية الدولية             | ?                    | ?                      |

## وصلات خارجية
- موقع وزارة الخارجية البلغارية
- موقع وزارة الخارجية النيوزيلندية